# Signagi (stad)
Signagi (Georgisch: სიღნაღი) is een stad in het oosten van Georgië met 1.420 inwoners (2024). Het is het bestuurlijk centrum van de gelijknamige gemeente in de regio Kacheti. Signagi was een belangrijke marktplaats en een centrum van wijnbouw in Kacheti. Het is gesitueerd op een hoogte van 760 meter boven zeeniveau in het Gomborigebergte en kijkt uit over de Alazani-vallei die ongeveer 500 meter lager ligt.

## Geschiedenis

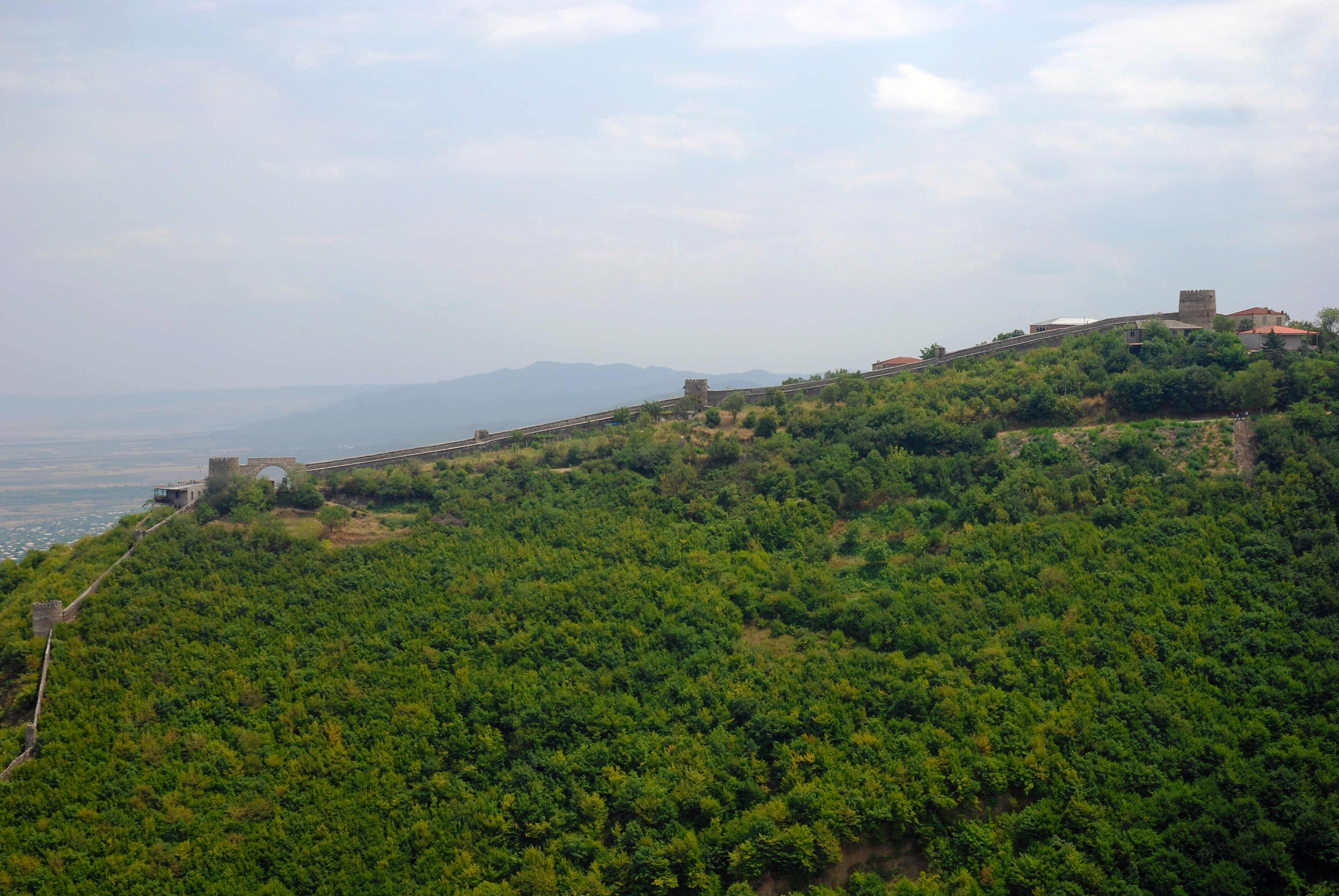
De stadsmuur rond Signagi

De huidige stad Signagi werd in de 18e eeuw gebouwd en in 1762 liet koning Erekle II de stadsmuur bouwen. Het toponiem zou afgeleid zijn van het Turkse sığınak dat een gefortificeerde plaats of schuilplaats betekent en het zou het centrum van de historische regio Kiziki geweest zijn.

### Gefortificeerde stad

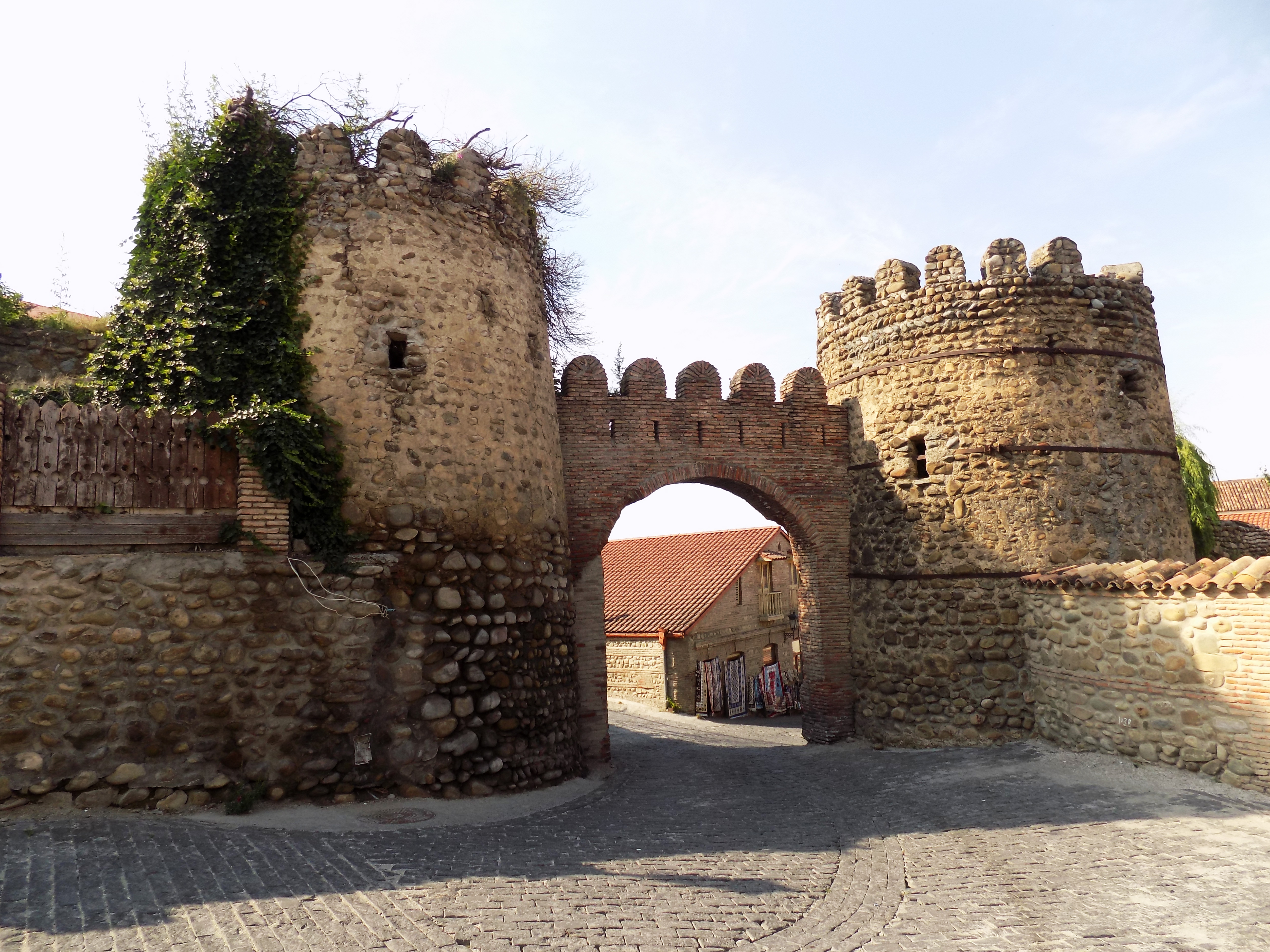
Een van de stadspoorten

Door de fortificaties, nodig tegen invallen van Dagestaanse volkeren, werd Signagi volgens de Baltisch-Duitse ontdekkingsreiziger Johann Anton Güldenstädt na Tbilisi en Gori de best verdedigde stad van Georgië. De fortificatie bestaat uit een rondvormige ommuring van kasseien met bakstenen, kent 23 torens en 6 poorten en beslaat een gebied van 40 hectare. De meeste torens hebben twee verdiepingen en zijn voorzien van kantelen en de muren zijn onderin anderhalve meter dik en bovenin 70-80 centimeter. Volgens Güldenstädt werd de stad in 1772 door 84 Armeense prinsen verdedigd die voornamelijk buiten de veste woonden.

### Handelsplaats

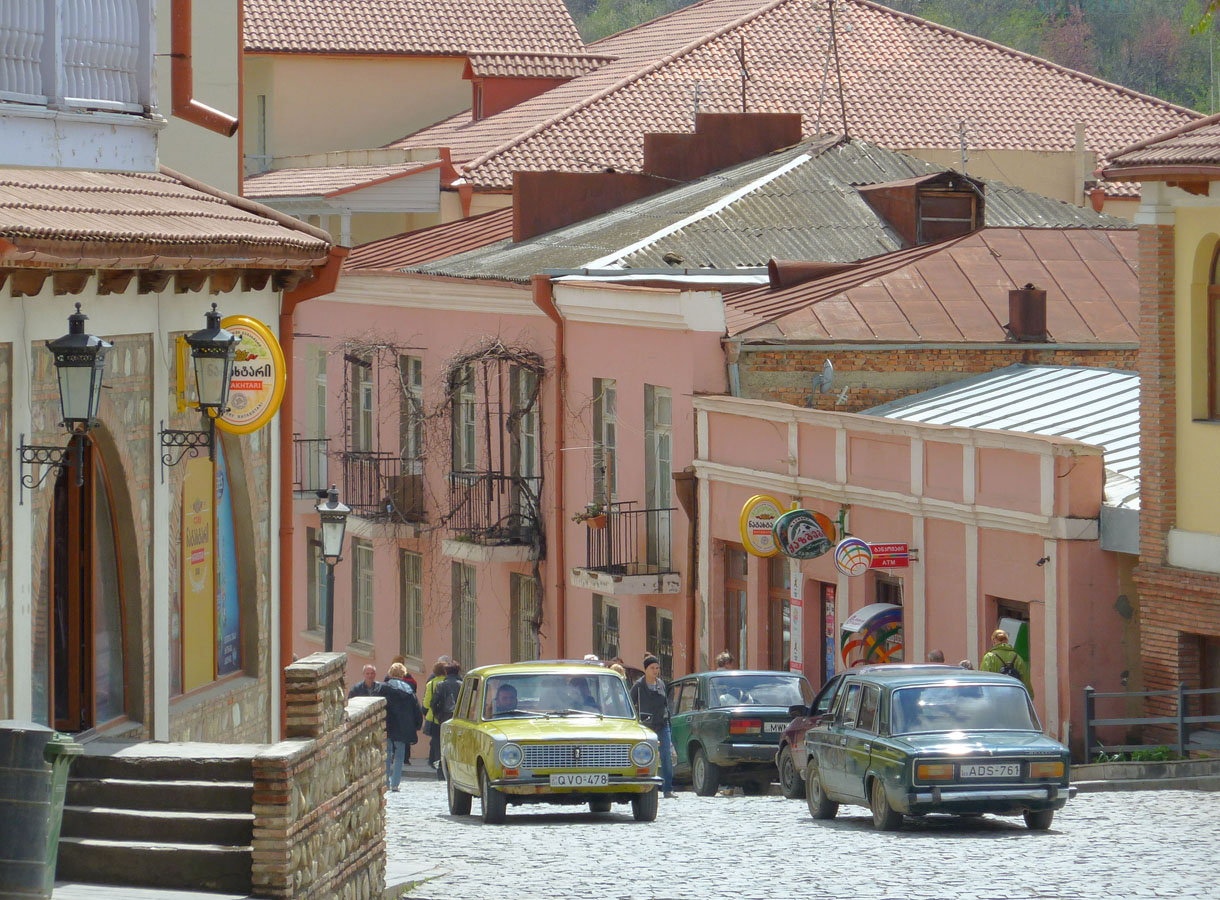
Straten in Signagi

In 1801 werd Signagi de hoofdstad van het oejezd Signagi, een van de vijf provincies van het Gouvernement Georgië dat de helft van Kacheti besloeg. Vanwege deze status kreeg Signagi stadsrechten. Tijdens de Georgische anti-Russische opstand in Kacheti in 1812 werd de stad ingenomen door de opstandelingen.
Signagi floreerde als marktplaats door zowel de eerdere inspanningen van koning Erekle II als de Russische heersers na 1801 en had een omvangrijke Armeense populatie waar ook de Georgische intelligentsia zich verzamelde. Het ernaast gelegen dorp Noekriani profiteerde ook van de groei en urbanisatie van Signagi. In 1886 had de stad ruim 10.000 inwoners waarvan meer dan de helft Armeens. Daarna volgde een periode van neergang.

### Sovjet-Unie
Midden februari 1921 vond in Signagi net als op andere plaatsen tegelijkertijd met de invasie van het Rode Leger in Georgië een bolsjewistische opstand plaats om de mensjewistische Democratische Republiek Georgië omver te werpen. Signagi bleef na de bestuurlijke herindelingen in de Sovjet-Unie een districtscentrum. Het richtte zich op lokale economische activiteiten.

### Grote Zuivering
In augustus 1937, op het hoogtepunt van de Grote Zuivering, stonden in Signagi elf mensen terecht voor contrarevolutionaire activiteiten, terrorisme, sabotage en vernieling. Onder de beklaagden bevonden zich onder meer de voormalige voorzitter van de Revolutionaire Commissie (Revkom) en de voormalige directeur van de schapenboerderij in Eldari (Kasristskali, rajon Dedoplistskaro).
Het vierdaagse publieke proces in het lokale theater trok massale aandacht met duizenden toeschouwers binenn en op het plein in het centrum van Signagi en was te horen op radio en telefoonnetwerken. Zeven van de elf verdachten kregen de doodstraf en vier werden naar de gevangenis gestuurd.

### Kabelbaan
Tussen 1981 en 1995 was een 4,5 kilometer lange kabelbaan actief tussen Signagi en het 500 meter lager gelegen Tsnori in de Alazani-vallei, vooral ten behoeve van de honderden fabrieksmedewerkers in Signagi en Tsnori en ambtenaren van het districtscentrum. Deze raakte tijdens de zware jaren 1990 in onbruik en werd de infrastructuur geplunderd, waarvan alleen nog de karkassen van de twee stations overeind staan.

### Toerisme
Na de Rozenrevolutie van 2003 maakte de nieuwe Georgische regering onder leiding van Micheil Saakasjvili de toeristische ontwikkeling in Georgië tot een speerpunt, naast de vele hervormingen. Signagi werd vanwege het toeristisch potentieel vanaf 2007 gerenoveerd, waarvan de eerste fase dat jaar werd opgeleverd. Signagi behoort tot de best bezochte toeristische bestemmingen in Georgië, buiten de grote steden.

## Demografie
Begin 2024 had Signagi 1.420 inwoners, een lichte daling sinds de volkstelling van 2014. Het is daarmee een van de kleinste plaatsen in Georgië met een stadsstatus.
De bevolking van Signagi bestond in 2014 vrijwel geheel uit Georgiërs (97,5%). De enige andere substantiële etnische minderheid zijn enkele tientallen Jezidi's (1,8%), een landelijk gezien relatief opvallend aantal. In 1922 kende Signagi nog een meerderheid Armeniërs.
| Aantal                                                           | 10.604 | 8.994 | 4.192 | 4.864 | 3.752 | 3.638 | 3.486 | 3.489 | 2.146 | 1.485 | 1.544 | 1.420 |
| Verantwoording data: Bevolkingsstatistiek Georgië 1897 tot heden |        |       |       |       |       |       |       |       |       |       |       |       |

## Bezienswaardigheden

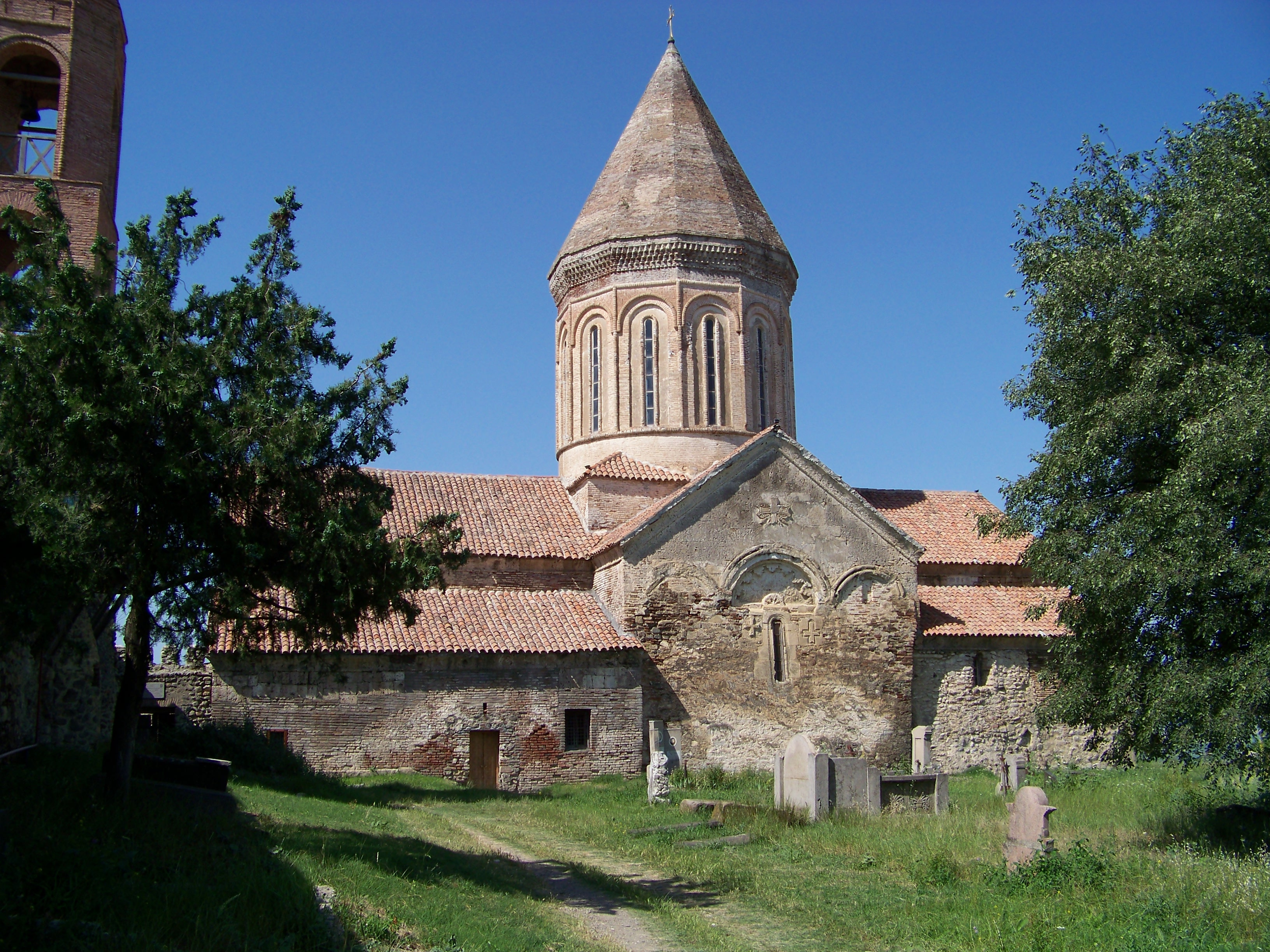
Chirsaklooster

Signagi geldt als een van de belangrijkste toeristische attracties in Georgië sinds het vanaf 2007 grondig is gerenoveerd. De stad wordt door sommigen als Italiaans aandoend omschreven, en ligt op een zeer fotogenieke groene locatie op de Gombori-bergrug, met vrij zicht over de 500 meter dieper gelegen Alazani-vallei. Signagi ligt vlakbij belangrijk Georgisch religieus erfgoed. Enkele nabijgelegen bezienswaardigheden:
- Bodbeklooster van St Nino. Eeuwenoud pelgrimsoord. De legende gaat dat de heilige St Nino hier begraven is.[18]
- Chirsaklooster uit de 9e eeuw in het dorp Tibaani, oorspronkelijk gesticht door een van de 13 Assyrische vaders, Stefanus.[19]

## Vervoer

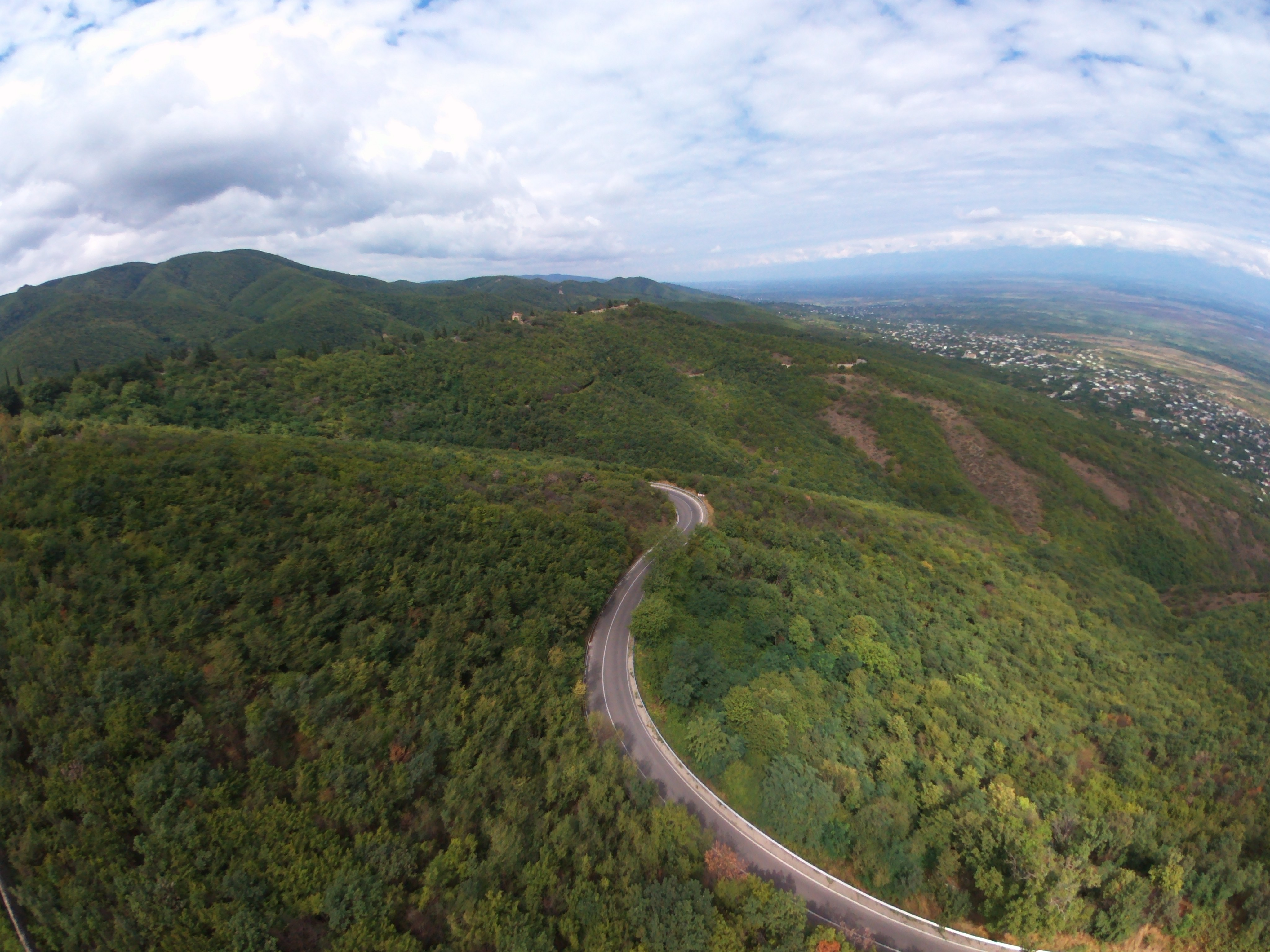
Sh40 vanuit Anaga naar Signagi.

Signagi is als gemeentelijk bestuurscentrum vanuit drie richtingen ontsloten. De nationale route Sh40 verbindt via Signagi de Iori- en Alazani-valleien over het Gomborigebergte. Deze weg sluit in beide richtingen aan op de internationale route S5 Kacheti Highway naar Tbilisi enerzijds en Lagodechi en Goerdzjaani anderzijds. De grootste plaats in de gemeente Tsnori is verbonden met Signagi via de Sh175.

## Geboren
- Gevorg Basjinjagjan (1857-1925), Armeense landschapschilder
- Otar Tsjiladze (1933-2009), Georgisch schrijver, dichter en dramaturg